# Nazar Najarian
Nazar Najarian (24 de julho de 1957 — Beirute, 4 de agosto de 2020) foi um empresário libanês e político de ascendência armênia que atuou como secretário-geral do partido político Kataeb no Líbano de 11 de junho de 2018 até sua morte, 4 de agosto de 2020.

## Biografia
Em 1980, Bachir Gemayel contratou Nazar com a missão de "mobilizar indivíduos". Ele também realizou várias missões durante a era Bachir Gemayel, e especialmente durante a Guerra Civil Libanesa.
Ele se mudou do Líbano para o Catar e ficou lá até 2003, depois do qual foi para Montreal, onde estava completamente longe da política. Ele foi CEO da Tetran Holding Inc.
Najarian morreu em 4 de agosto de 2020, depois de sofrer graves ferimentos na cabeça durante as explosões que ocorreram no porto de Beirute.